# Tulbaghia aequinoctialis
Tulbaghia aequinoctialis là một loài thực vật có hoa trong họ Amaryllidaceae. Loài này được Welw. ex Baker miêu tả khoa học đầu tiên năm 1878.